# Mascarenhas de Morais
Le maréchal João Baptista Mascarenhas de Morais  (13 novembre 1883 - 17 septembre 1968) est un officier de l'armée brésilienne et le commandant de la Force expéditionnaire brésilienne (FEB) qui combattit avec les Alliés en Italie pendant la Seconde Guerre mondiale.
En 1943, il fut nommé commandant de la 1re division d'infanterie expéditionnaire, la 1re DIE. Durant l'organisation de la division, il fut aussi à la tête de la commission militaire du Brésil avec les États-Unis et visita le théâtre méditerranéen des opérations en 1943, avant l'arrivée de la FEB.
La général arriva en Italie avec les premières troupes brésiliennes en juin 1944 et commanda les forces brésiliennes jusqu'à la capitulation des forces de l'axe en Italie le 2 mai 1945.
Après la guerre, il retourna au Brésil et en 1946 fut fait maréchal par le Congrès brésilien. Il reçut le commandement de la 1re région militaire dans ce qui était alors la capitale du Brésil, Rio de Janeiro. 
Après une courte retraite, Mascarenhas repris du service actif en 1951 comme chef d'état-major des forces armées brésiliennes durant le second gouvernement Vargas (1951-1954). Après le suicide du président en août 1954, il prit définitivement sa retraite et publia ses mémoires de commandant de la force expéditionnaire brésilienne. Il mourut à Rio de Janeiro en 1968.

## Source
- (en) Cet article est partiellement ou en totalité issu de l’article de Wikipédia en anglais intitulé « João Baptista Mascarenhas de Morais » (voir la liste des auteurs).